# Grávštýnské červené
Gravštýnské červené (Malus domestica 'Grávštýnské červené') je ovocný strom, kultivar druhu jabloň domácí z čeledi růžovitých. Řadí se mezi podzimní odrůdy jabloní.

## Historie

#### Původ a rozšíření
Odrůda Gravštýnské červené pochází z města Lübeck, které se nachází na severu Německa, v Šlesvicku-Holštýnsku. Původ této odrůdy je nahodilý, vznikla náhodnou mutací, kdy na původním stromu odrůdy Gravštýnské vyrostla větev, která začala plodit krásná červeně zbarvená jablka. Odebráním roubů z této větve byla tato odrůda dále množena a o její rozšíření po celém Německu se v letech 1840–1850 zasloužil pomolog Behrens, který ji pojmenoval Gravštýnské červené. Odrůda byla v minulosti pěstována  hlavně v Německu, Francii, ale i v oblastech severní a střední Evropy. U nás se hodně pěstovala v první polovině 20. století, v současnosti lze tuto starou odrůdu ještě objevit ve starých výsadbách nebo u pěstitelů, kteří se specializují na staré odrůdy.

## Charakteristika

#### Vzrůst
Stejně jako u odrůdy Gravštýnské roste i její červená mutace velmi bujně a vytváří velké a rozsáhlé kulovité koruny, které ve stáří bývají převislé. Letorosty jsou velké a silné. Řez není vhodný, protože oddaluje plodnost, ta je pozdní, nastává až 15.–20. rokem. Plodnost je hojná, bývá větší a častější než u původní odrůdy, rodí pravidelně každý rok, případně každý druhý rok. Odrůda se hodí pro vyšší tvary, pro nízké tvary není vhodná. 

#### Listy, květy a plody

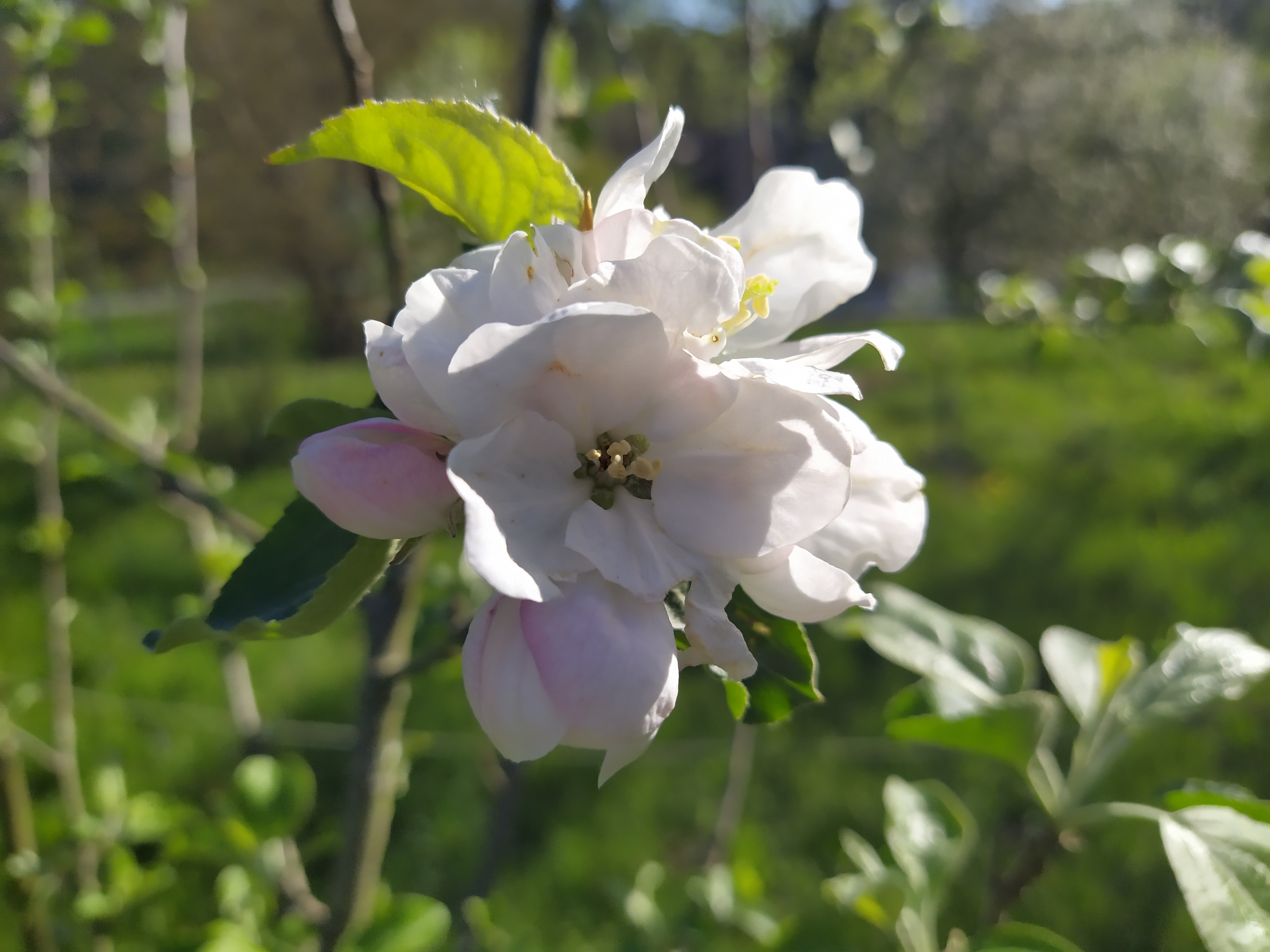
Květy odrůdy jabloně Gravštýnské červené

Má tmavě zelené, lesklé listy vejčitého tvaru, s krátkou, náhlou špičkou. Na jaře vykvétají současně s odrůdou Gravštýnské, v 3.–4. dni jabloňového květu. Mají stejně veliké, bílé květy s výraznějším růžovým odstínem. Plod dosahuje velikosti 180–200 gramů, tvary plodů mohou být kulovité, kuželovité, sploštělé, žebernaté. Barva je voskově nažloutlá, s červeným žíháním, ale většina plodů má krvavě červenou barvu, jen v místech, které nebyly osluněné, přetrvává žlutá barva. Barva dužniny je bělavě zažloutlá, konzistence křehká, šťavnatá, kyprá, chuť je lahodně sladce navinulá, ušlechtile kořenitá, celkově hodnocena jako vynikající. Odrůda Gravštýnské červené je chutnější a jemnější než původní odrůda Gravštýnské, ale i když pěkně voní, tak jeho vůně není tak výrazná, jako u odrůdy Gravštýnské.

##### Poloha pro pěstování
Stejně jako původní odrůda Gravštýnské je náročnější na polohu a půdu. Má ráda vyšší a chladnější polohy s dostatkem dešťových srážek, ale nevhodné jsou polohy vystavené bouřlivým větrům. Proto není vhodné jejich pěstování na příkrých svazích nebo kopcích, vhodnější jsou mírné svahy, roviny a údolí. Nejvhodnější nadmořská výška je od 250 do 600 m n. m. Odrůdě se daří v hlubších a vlhčích půdách, především vápenitých, nemá ráda suché půdy a teplé oblasti. Zde nasazuje málo plodů a i ty v důsledku sucha opadávají, proto je důležité v případě výsadby této odrůdy v sušších oblastech v letním období stromy zalévat. Chuťově nejkvalitnější jsou plody z vyšších nadmořských výšek.

##### Zralost
Plody se sklízejí koncem září. Jelikož jsou choulostivé na otlaky, tak je nutno při sklizni a i uskladnění s nimi nakládat opatrně. Konzumní zralost nastává krátce po sklizni. Nejchutnější jsou plody od října zhruba do půli listopadu. Pak ztrácejí svou vynikající chuť i vůni, ale skladovat se dají přibližně do Vánoc. Plody jsou vhodné především k přímé konzumaci, ale také ke kuchyňskému zpracování, na povidla, na sušení, destiláty.

##### Odolnost
Vůči mrazu je odrůda velmi odolná. Je středně odolná vůči padlí, ale ke strupovitosti je náchylná. I když vyžaduje vlhké půdy, může v nich trpět rakovinou. Odrůda je málo odolná k hnilobě a otlakům plodů. Během skladování nevadnou, jsou spíše náchylné na hnilobu.

## Další názvy
Roter Gravensteiner, Gravenstein Rouge